# Грозданич, Милутин
Милутин Грозданич (серб. Милутин Грозданић; 1915, Повраче — конец 1943, Баня-Лука) — югославский черногорский партизан времён Народно-освободительной войны, Народный герой Югославии.

## Биография
Родился в 1915 году в деревне Повраче около Даниловграда в бедной крестьянской семье. Окончил начальную школу в родном селе, работал полицейским. На фронте Народно-освободительной войны с 1941 года, служил в партизанском отряде во время восстания 13 июля. Сначала занимал должность заместителя командира, а затем и командира роты. Командовал 3-й ротой 4-го батальона 5-й черногорской бригады с 1942 по 1943 годы, с конца 1942 года член Коммунистической партии Югославии. Отличился в боях за Невесине и Яворик, когда вместе с Саво Ковачевичем и группой бойцов захватил артиллерийскую батарею. Погиб в конце 1943 года под Баня-Лукой в рукопашной схватке один-на-один с немецким солдатом. Народный герой Югославии посмертно (указ Президиума Народной скупщины от 20 декабря 1951).